# Gagrellula rufifrons
Gagrellula rufifrons is een hooiwagen uit de familie Sclerosomatidae.